# Gillian Wise
Gillian Wise (16 de febrero de 1936 - 11 de abril de 2020) fue una artista inglesa dedicada a la aplicación de conceptos de racionalidad y orden estético a pinturas abstractas y relieves. Entre 1972 y 1990 fue conocida como Gillian Wise Ciobotaru.

## Biografía
Wise nació en Ilford, Londres, hija de Arthur, un comerciante de madera, y Elsie, nee Holden, una aserradera. Estudió arte en el Wimbledon College of Art de 1954 a 1957 y luego en la Escuela Central de Artes y Oficios durante 1959. Antes de graduarse, ya estaba mostrando obras con un grupo de artistas construccionistas, exponiendo en la exposición de jóvenes contemporáneos de 1957 en la galería Royal British Artists y en la exposición abstracta del New Vision Centre en 1958. En 1961 se convirtió en el miembro más joven del grupo construccionista, centrado en Victor Pasmore e incluyendo a Adrian Heath, John Ernest, Anthony Hill, Kenneth Martin y Mary Martin. En la década de 1960, su trabajo se mostró mucho más ampliamente con exposiciones en Londres (en las galerías Drian y Axiom, el Instituto de Artes Contemporáneas y el Museo Victoria and Albert), en Chicago y en la Bienal de Tokio de 1965 y la Bienal de Nuremberg de 1969. En 1968 obtuvo un premio de la beca de la UNESCO para estudiar en Praga, seguido en 1969 por una beca del Consejo Británico para estudiar el constructivismo ruso en Leningrado. En Leningrado conoció y se casó con el arquitecto Adrian Ciobotaru. En el mismo año, expuso con un grupo de artistas británicos en una exposición de abstracción basada en sistemas en Finlandia, seguida en 1970 por unirse a muchos de los mismos artistas en el recién formado Systems Group y abandonar el grupo Constructionist. Sus compañeros artistas en ese grupo incluyeron a Jeffrey Steele, Peter Lowe, Malcolm Hughes, Jean Spencer, Michael Kidner, John Ernest y David Saunders. Expuso con el grupo en la matriz de la Galería de Arnolfini de Bristol en 1970, y luego en 1972 en la Galería Whitechapel en el sector de sistemas del Consejo de las Artes. El Consejo de las Artes también le encargó que comisariara la sección Constructivista del Anual de Hayward de 1978, seguida en el mismo año por su inclusión en el programa de Contexto constructivo del Consejo de las Artes. 
Enseñó en el Chelsea College of Art and Design y en la Central Saint Martins School of Art entre 1971 y 1974, y luego pasó varios años enseñando y estudiando en los EE. UU. Después de ser elegido en 1981 como miembro del Centro de Estudios Visuales Avanzados en el Instituto de Tecnología de Massachusetts. También tuvo nombramientos como artista visitante y visitante académico en la Universidad de Harvard y la Universidad de California. Mientras que en los EE. UU. fue nominada dos veces en el Reino Unido como miembro de la Royal Academy, sus nominados, incluidos los arquitectos Ernő Goldfinger, Richard Rogers y Hugh Casson, junto, entre otros, con los artistas Sandra Blow, William Scott y Peter Blake. Su ausencia en los EE. UU. Y más tarde en París impidió su elección, pero el rango y el estado de sus nominados es evidencia del gran respeto por la calidad e integridad de su trabajo realizado por muchos artistas y arquitectos líderes. A principios de la década de 1980, Wise fue encargado por Chamberlin, Powell y Bon, los arquitectos del Centro Barbican de Londres, para diseñar la construcción mural a gran escala, conocida como The Alice Walls, en la escalera del cine principal. Este trabajo incorpora espejos, una característica junto con prismas de vidrio que ella ha utilizado en varios de sus relieves como una forma de introducir efectos de luz que se suman al interés perceptual del resumen. Esto siguió a varias otras comisiones arquitectónicas, incluida una pantalla para el Congreso de la Unión Internacional de Arquitectos (1961), una pantalla de pared para el revestimiento de Cunard, la Reina Isabel II (1968) y relieves de pared para el Hospital de la Universidad de Nottingham (1973), para The Open University (1980), y un panel de ayuda para Unilever House en Londres en 1982.
Viviendo en Francia durante gran parte de su carrera posterior, las exposiciones de Wise en el Reino Unido se hicieron poco frecuentes en la década de 1990, aunque se la mostró varias veces en París durante esta década y, en 1995, en Chicago. En la década de 2000, su trabajo se incluyó en exposiciones colectivas en las galerías Osborne Samuel y Poussin en Londres, en la Feria de Arte Británica, y en dos exposiciones de arte abstracto británico y basado en sistemas en la Galería de Arte de la Ciudad de Southampton. En 2010 su trabajo fue incluido junto con el de Victor Pasmore, Anthony Hill, John Ernest y Mary y Kenneth Martin en la exhibición de un año de Tate Britain, Construction England. En 2012, visitó Novosbirsk en Siberia para presentar su entrada eventualmente fracasada en una competencia internacional abierta para un monumento al artista y diseñador soviético El Lissitzky. En 2013 visitó Brasil, donde estaba su trabajo en una exposición de artistas constructivistas británicos y brasileños en São Paulo. La galería Dan Galleria mostró elementos de este espectáculo en el evento Frieze de Londres 2013. Ejemplos de su trabajo se encuentran en muchas colecciones públicas, incluyendo la Tate, el Museo Victoria and Albert, la Colección de Arte del Gobierno Británico, el Consejo de las Artes y el Instituto Henry Moore y en colecciones en los Estados Unidos, Finlandia y Hungría. 

## Muerte
Wise murió en abril de 2020 de COVID-19 mientras vivía en el hogar de cuidados de París al que se mudó tras el deterioro de su salud en 2018.

## Otras lecturas
- Fowler, Alan, ensayos de catálogo en catálogos de exposiciones Elementos de abstracción (2005) y A Rational Aesthetic (2008), Southampton City Art Gallery.
- Grieve, Alastair, capítulo 10 en Constructed Abstract Art in England: A Forgotten Avant Garde, Yale University Press, 2005.
- Sabio, Gillian, declaración pp. 276-281 en DATA, Anthony Hill (editor), Faber & Faber, 1968.
- Wise, Gillian, ensayo "Cantidades y cualidades: algunas notas sobre ideas de trabajo en el arte", revista Leonardo, Vol. 1 1968, pp. 41–50.
- Wise, Gillian, declaración en el catálogo de la exposición Systems, Arts Council, 1972.
- Sabio, Gillian, declaración p. 84 en el catálogo de la exposición 'Hayward Annual' 78 ', Arts Council 1978.
- Wise, Gillian, declaraciones e ilustraciones de sus obras en un libro autoeditado, Low Frequency, 2002.
- Wise, Gillian, '20 Small works ', folleto auto publicado, 2011